# Eleições legislativas de Israel em 2013
As eleições legislativas de 2013 em Israel foram realizadas em 22 de janeiro  daquele ano para eleger os 120 membros da 19ª legislatura do Knesset.
Em outubro de 2012, o parlamento israelense votou pela sua dissolução, antecipando as eleições originalmente programadas para novembro do ano seguinte.
O partido de direita Likud, do primeiro-ministro Benjamin Netanyahu, aprovou uma aliança eleitoral com o partido de extrema-direita Yisrael Beitenu, cujo líder partidário Avigdor Lieberman, então Ministro das Relações Exteriores, teve de renunciar ao cargo após ser indiciado por fraude.
A participação dos eleitores foi de 67,79%, a maior desde as eleições legislativas de 1999. A votação indicou que a coalizão Likud/Yisrael Beitenu permaneceu a maior força política no país, conquistando 31 dos 120 assentos em jogo. A grande surpresa foi o surgimento do partido centrista Yesh Atid, liderado pelo ex-apresentador de TV Yair Lapid, que conquistou 19 assentos. Já os Trabalhistas (centro-esquerda) e o Habayit Hayehudi (extrema-direita) ficaram em terceiro e quarto lugares, com 15 e 12 assentos, respectivamente. Dois partidos ultraortodoxos - Shas e o Judaísmo Unido da Torá - vieram em seguida com 11 e 7 assentos. Os assentos restantes foram distribuídos entre seis partidos, que conquistaram entre dois e seis assentos cada.

Com os resultados, a aliança entre os partidos Likud/Yisrael Beitenu, Yesh Atid e o Hatnuah permitiram que o primeiro-ministro Netanyahu alcançasse 68 votos no Knesset e fosse reeleito para seu terceiro mandato. 